# Жансен, Пьер Жюль
Пьер Жюль Сезар Жансен (фр. Pierre Jules César Janssen; 22 февраля 1824, Париж — 23 декабря 1907, Мёдон) — французский астроном, член Парижской Академии наук (1873), член Лондонского королевского общества (1875), директор обсерватории в Мёдоне.

## Биография
Родители готовили его к карьере художника, но он большую часть времени отдавал занятиям точными науками. В 1860 году Жансен получил степень доктора за диссертацию о поглощении тепловых лучей глазом (в «Ann. de chimie et de phys.», 1860, т. IX). В 1857 году он командирован в Перу для определения магнитного меридиана, куда отправился вместе с братьями Альфредом и Эрнестом Грандидье. В 1861-1862 годах командирован в Италию, где занимался исследованиями над теллурическими линиями солнечного спектра. В 1865—1871 годах он — профессор общей физики в специальной архитектурной школе в Париже. В 1866 году Жансен воспроизвёл многие атмосферические линии солнечного спектра в опыте над спектром поглощения водяного пара в длинном слое (37 м при 7 атм.). Особую известность он получил в 1868 году, когда во время наблюдений полного солнечного затмения в Индии (Guntoor) 18 августа 1868 года он, воспользовавшись спектроскопом для наблюдений спектра солнечных протуберанцев, открыл способ ежедневного исследования солнечного края . В спектре солнечного излучения помимо известных спектральных линий водорода им (и независимо от него Локьером) была обнаружена новая ярко-жёлтая спектральная линия D3, которую нельзя было приписать ни к одному из известных к тому времени элементов. Впоследствии этому элементу было дано имя гелий. В 1895 году гелий был обнаружен на Земле Рамзаем в минерале клевеите.
Во время осады Парижа германскими войсками, в декабре 1870 года, Жансен, желая участвовать в наблюдениях солнечного затмения в Оране (Алжир), улетел из Парижа на воздушном шаре, в сопровождении одного матроса, и, не без риска для своей жизни, прибыл в Тур, откуда благополучно совершил поездку в Алжир.
Жансен участвовал почти во всех экспедициях для наблюдения полных солнечных затмений, начиная с 1868 года, за исключением затмения 1887 года в России. В 1876 году Жансену поручено построить в окрестностях Парижа, на месте Медонского замка, астрофизическую обсерваторию, в которой в последующем был впервые засняты большие фотографии солнечной поверхности. После 1885 года Жансен принимается за исследования спектра поглощения кислорода при очень высоких давлениях (свыше 50 атм.) и открывает условия, при которых получается полосатый спектр поглощения кислорода.
Спектральными исследованиями над солнечным спектром в Альпах и на Монблане Жансен доказывает отсутствие кислорода в солнечной атмосфере. Благодаря энергии Жансена удалось в последние годы организовать на вершине Монблана астрофизическую обсерваторию.
В 1873 году Жансен был избран членом Института и Бюро долгот. В 1875 году он был избран членом Лондонского королевского общества, а в 1877 году за свои астрофизические исследования удостоен большой медали Румфорда.
Астероид (225) Генриетта, открытый 19 апреля 1882 года австрийским астрономом Иоганном Пализой в обсерватории города Вена и назван в честь Генриетты, жены Пьера Жансена.
В 1897 году учреждена премия Жюля Жансена.

## Память
В 1935 году Международный астрономический союз присвоил имя Пьера Жансена кратеру на видимой стороне Луны.